# Kenya International 1996
Die Kenya International 1996 im Badminton fanden vom 5. bis zum 9. Februar 1996 statt.

## Sieger und Platzierte
| Disziplin    | Gold                         | Silber                                        | Bronze                       |
| ------------ | ---------------------------- | --------------------------------------------- | ---------------------------- |
| Herreneinzel | Abraham Wogute               | Fred Gituku                                   | John O. Odhiambo             |
| Herreneinzel | Abraham Wogute               | Fred Gituku                                   | Charles Gacheru              |
| Dameneinzel  | Helen Luziika                | Edith Wamalwa                                 | Anna Ng'ang'a                |
| Dameneinzel  | Helen Luziika                | Edith Wamalwa                                 | Annet Nakamya                |
| Herrendoppel | Fred Gituku Abraham Wogute   | Charles Gacheru Peter Gacheru                 | Chris Banura Godfrey Kivumbi |
| Herrendoppel | Fred Gituku Abraham Wogute   | Charles Gacheru Peter Gacheru                 | Simon Kihara Tom Manda       |
| Damendoppel  | Helen Luziika Annet Nakamya  | Mercy Mukami Maingi Jacqueline Wanjiku Thiaya | Monica Githii Anna Ng'ang'a  |
| Damendoppel  | Helen Luziika Annet Nakamya  | Mercy Mukami Maingi Jacqueline Wanjiku Thiaya | Brenda Naiga Edith Wamalwa   |
| Mixed        | Abraham Wogute Monica Githii | Daniel Bagamba Helen Luziika                  | Simon Kihara Anna Ng'ang'a   |
| Mixed        | Abraham Wogute Monica Githii | Daniel Bagamba Helen Luziika                  | Tom Manda Edith Wamalwa      |

## Finalergebnisse
| Disziplin    | Sieger                       | Finalist                                      | Ergebnis   |
| ------------ | ---------------------------- | --------------------------------------------- | ---------- |
| Herreneinzel | Abraham Wogute               | Fred Gituku                                   | 15–9, 15–6 |
| Dameneinzel  | Helen Luziika                | Edith Wamalwa                                 | 11–3, 11–6 |
| Herrendoppel | Fred Gituku Abraham Wogute   | Charles Gacheru Peter Gacheru                 | 15–8, 15–2 |
| Damendoppel  | Helen Luziika Annet Nakamya  | Mercy Mukami Maingi Jacqueline Wanjiku Thiaya | 15–1, 15–1 |
| Mixed        | Abraham Wogute Monica Githii | Daniel Bagamba Helen Luziika                  | 15–4, 15–3 |